# Xã Exeter, Quận Barry, Missouri
Xã Exeter (tiếng Anh: Exeter Township) là một xã thuộc quận Barry, tiểu bang Missouri, Hoa Kỳ. Năm 2010, dân số của xã này là 1.628 người.